# Kjetil
Kjetil  è un nome proprio di persona norvegese maschile.

## Varianti
- Maschili: Ketil[1], Kittel[1], Kittil[1]
  - Ipocoristici: Kjell[1][2], Keld[1]

### Varianti in altre lingue
- Danese: 
  - Ipocoristici: Keld[2], Kjeld[1][2]
- Norreno: Ketill[1][2]
- Svedese: Kettil[2]
  - Ipocoristici: Kjell[1][2]

## Origine e diffusione
Nome assai diffuso in Norvegia, continua il norreno Ketill, che aveva il significato di "calderone" (il calderone, nella cultura norrena, veniva utilizzato per raccogliere il sangue dei sacrifici animali; più avanti il termine acquisì anche il senso di "elmo"). La stessa radice si ritrova anche nei nomi Eskil e Torkel.
La forma ipocoristica Kjell è più usata in nomi composti (come ad esempio "Kjell-Arne").

## Onomastico
L'onomastico si può festeggiare l'11 luglio in memoria di san Chetillo (in danese Ketil o Kjeld), sacerdote di Viborg.

## Persone

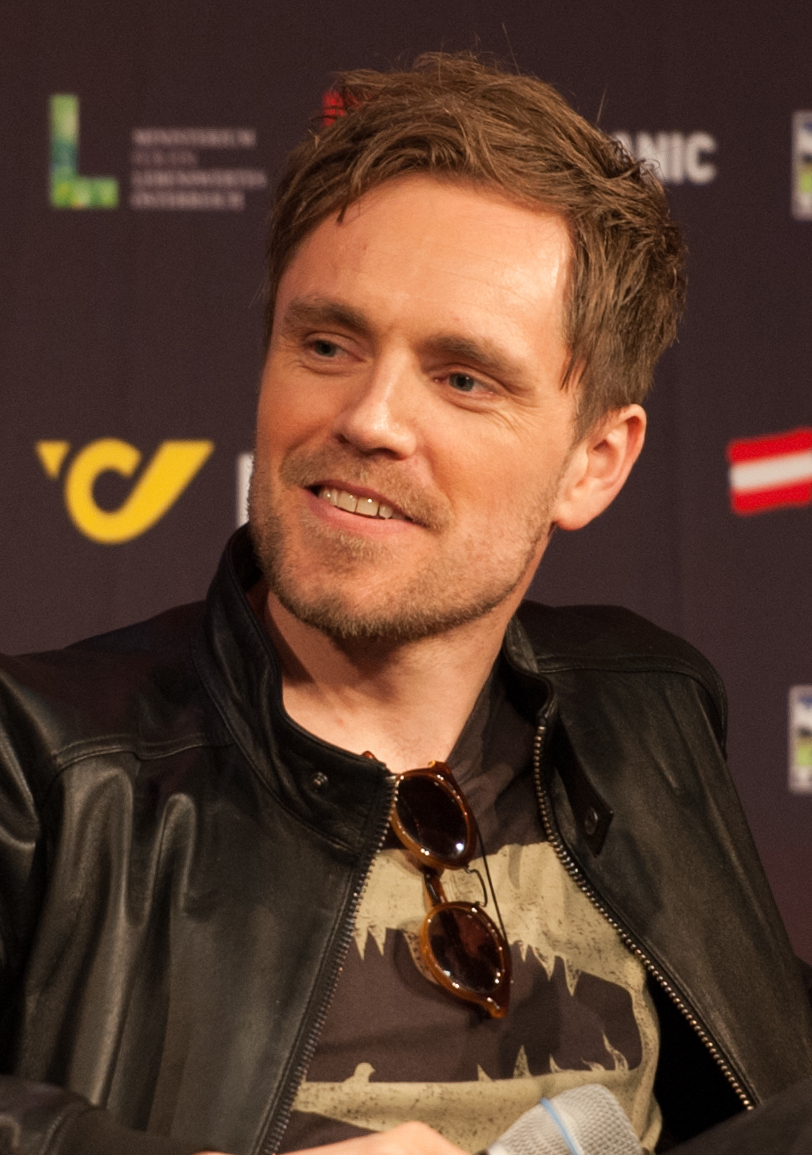
Kjetil Mørland

- Kjetil André Aamodt, sciatore alpino norvegese
- Kjetil Berge, calciatore norvegese
- Kjetil-Vidar Haraldstad, batterista norvegese
- Kjetil Ingebrethsen, cantante svedese
- Kjetil Jansrud, sciatore alpino norvegese
- Kjetil Mørland, cantante norvegese
- Kjetil Osvold, calciatore norvegese
- Kjetil Rekdal, calciatore e allenatore di calcio norvegese
- Kjetil Wæhler, calciatore norvegese

### Variante Ketil
- Ketil Bjørnstad, compositore e pianista norvegese
- Ketil Flatnose, hersir norvegese
- Ketil Stokkan, cantante norvegese
- Ketil Thorkelsson, hersir norvegese

### Variante Kjell

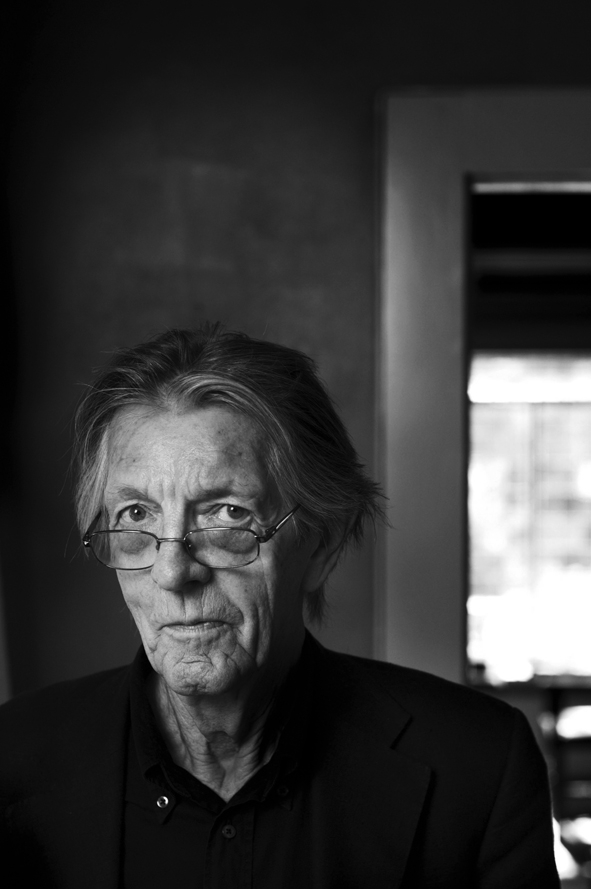
Kjell Askildsen

- Kjell Askildsen, scrittore norvegese
- Kjell Aukrust, poeta e scrittore norvegese
- Kjell Magne Bondevik, politico norvegese
- Kjell Carlström, ciclista su strada finlandese
- Kjell Ove Hauge, atleta norvegese
- Kjell Isaksson, atleta svedese
- Kjell Jonevret, calciatore e allenatore di calcio svedese
- Kjell N. Lindgren, astronauta statunitense
- Kjell Schou-Andreassen, calciatore e allenatore di calcio norvegese

### Variante Kjeld
- Kjeld Abell, drammaturgo, scenografo e regista teatrale danese
- Kjeld Kjos, calciatore e allenatore di calcio norvegese